# Goniapteryx
Goniapteryx là một chi bướm đêm thuộc họ Erebidae.

## Các loài
- Goniapteryx servia Cramer, 1782